# Eugene Laverty
Pour les articles homonymes, voir Laverty.
Eugene Laverty, né le 3 juin 1986 à Toome en Irlande du Nord, est un pilote de vitesse moto.
En 2008, il a concouru à la fois dans le championnat du monde de 250 cm³ et dans le championnat du monde de Supersport.
Il termine deuxième du championnat du monde de Supersport en 2009 et 2010.
En 2011, il arrive dans le championnat du monde de Superbike dans l'écurie Yamaha World Superbike Team aux côtés de Marco Melandri. Le 8 mai 2011, il remporte sa première victoire en Superbike à Monza en gagnant la première manche. Il réalise un doublé en gagnant également la deuxième manche. En 2012, il rejoint l'écurie Aprilia Racing Team aux côtés de Max Biaggi et termine la saison à la 6e place. En 2013, il reste dans la même équipe et est rejoint par  Sylvain Guintoli. Il termine cette saison 2013 à la 2e place.